# Araneus amygdalaceus
Araneus amygdalaceus este o specie de păianjeni din genul Araneus, familia Araneidae. A fost descrisă pentru prima dată de Keyserling, 1864.
Este endemică în Mauritius. Conform Catalogue of Life specia Araneus amygdalaceus nu are subspecii cunoscute.